# Melíade

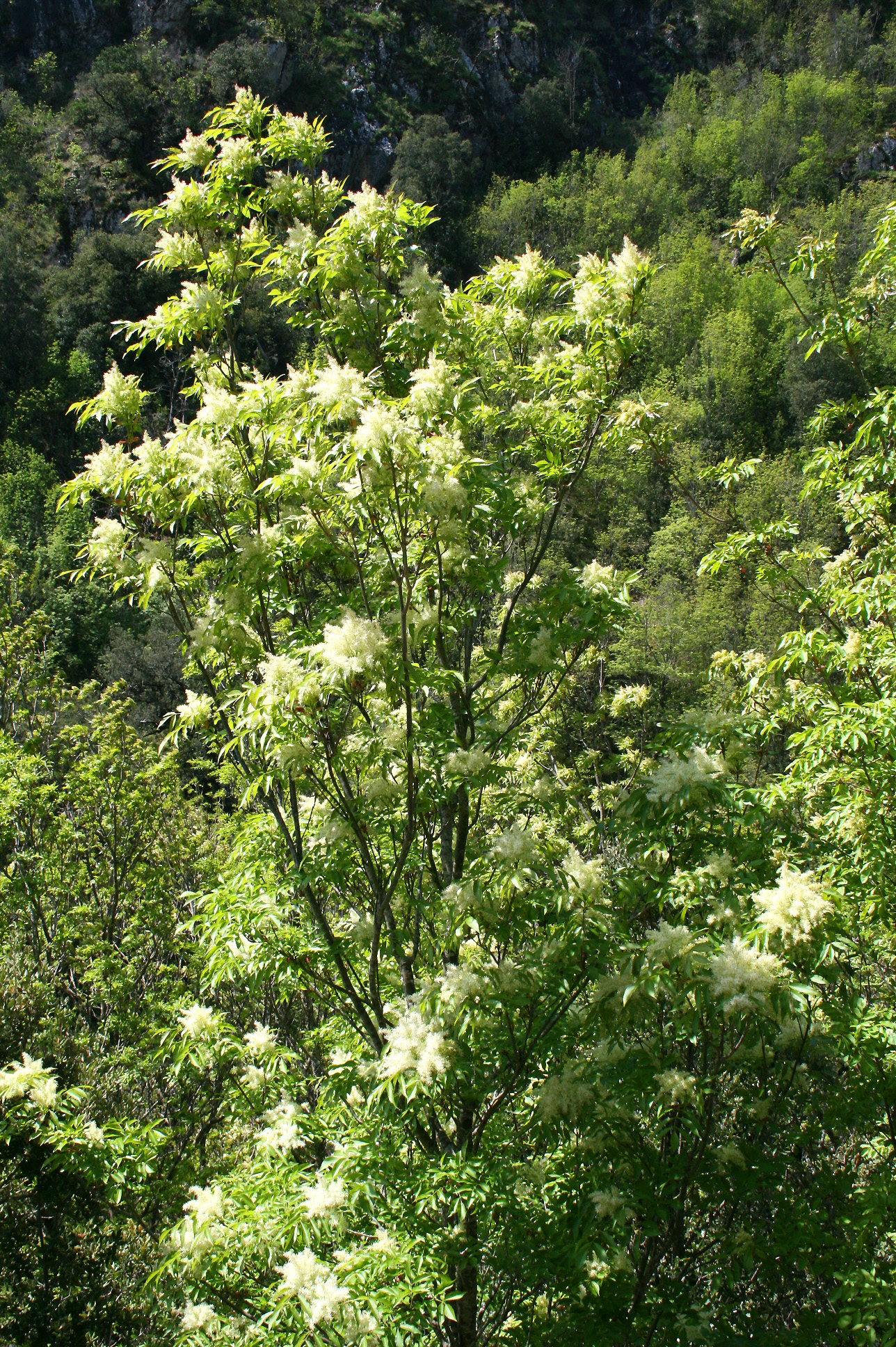
Fresno de flor

En la mitología griega, las melias (en griego Μελίαι) o melíades (Μελιάδες) eran las ninfas de los fresnos, que aparecen principalmente en la Teogonía de Hesíodo. El fresno que se da en las montañas de Grecia es el fresno de flor; muchas especies de estos árboles exudan una sustancia azucarada que los antiguos griegos llamaban méli ("miel").

## En Hesíodo
Estas ninfas fueron engendradas por Gea al ser fertilizada por la sangre que manó de la herida abierta de Urano, tras ser castrado por su hijo Crono:
«Pues cuantas gotas de sangre salpicaron, todas las recogió Gea. Y al completarse un año, dio a luz a las robustas erinias, a los altos gigantes de resplandecientes armas, que sostienen en su mano largas lanzas, y a las ninfas que llaman melias sobre la tierra ilimitada».
Estos tres grupos de deidades podrían considerarse una especie de hermanos de Afrodita, que en los textos hesiódicos nació del mismo crimen. No obstante, a diferencia de los otros grupos, Afrodita no nació de la sangre divina sino de la espuma que se formó a partir del miembro divino cercenado, que flotaba a la deriva por el mar. Hesíodo no da el número ni los nombres individuales de estas tres razas divinas, que parecen funcionar más bien como una estirpe colectiva que no precisa definirse. Se ha querido interpretar a las melias como las madres colectivas de los hombres de la edad de bronce, en virtud de unos versos en los Trabajos y días: «Zeus Padre, hizo una tercera generación de mortales, una raza de bronce, surgida de los fresnos (meliai)». No obstante esta interpretación ha sido proporcionada por autores tardíos y estudiosos modernos.

## En Calímaco
Aparte de los textos hesiódicos existen dos autoridades que nos hablan explícitamente de las ninfas melias, y no fueron otras que las nodrizas de Zeus. Según el Himno a Zeus, de Calímaco, las melias del monte Dicte ayudaron a cuidar al pequeño dios poco después de haber nacido: 
«Oh Zeus, las compañeras de los coribantes, las melias del Dicte, te tomaron en sus brazos: te mecía Adrastea en una cuna de ro, y tú chupabas la ubre opulenta de la cabra Amaltea, y ávidamente consumías la dulce miel, producto repentino de la abeja Panácride en los montes Ideos que se llaman Panacra».
El autor cita con anterioridad a Neda, Fílira y Éstige, que son ninfas oceánides. Apolodoro se basa claramente en el texto de Calímaco en uno de sus pasajes, pero transforma a las melias en un personaje masculino, Meliseo:
«Irritada por ello Rea se dirige a Creta, estando encinta de Zeus, la da a luz en una cueva de Dicte y se lo entrega a los curetes y a las ninfas Adrastea e Ida, hijas de Meliseo, para que lo críen. Estas alimentaban al niño con la leche de Amaltea; los curetes, armados, custodiaban al niño en la cueva y golpeaban los escudos con las lanzas para que Crono no oyera su voz».

## En otras fuentes
Las melias pertenecen a una clase de hermandades cuya naturaleza es aparecer en conjunto, y son invocadas en plural. Autores posteriores a Hesíodo sí que citan los nombres individuales de las erinias y los gigantes, pero no hay constancia de que pasara lo mismo con las melias. Existen en la mitología un puñado de ninfas con el nombre individual de Melia, a las que se ha querido atribuir la categorización de ninfas melias, pero esta atribución raramente es indicada; más bien parece una conjetura en virtud de la onomástica. Más aún, en el corpus de la obra de Hesíodo no se menciona a ningún personaje individual con el nombre de Melia. Entre estas ninfas individuales con el nombre de Melia se incluyen a la oceánide madre de Foroneo, dos amantes de Apolo y dos amantes de Sileno. En la mayoría de casos estas ninfas son descritas explícitamente como parte de las oceánides o náyades. En la Biblioteca de Apolodoro se nos dice que el centauro Folo es hijo de Sileno y Melia o una ninfa melia; el contexto depende del traductor que se haga cargo, e incluso se podría interpretar como una ninfa de Malea. Lo mismo sucede con la madre de Ámico, una ninfa amante de Poseidón a quien incluso el propio escoliasta refiere que no sabe si Melia es su nombre propio o forma parte de esas ninfas; Higino, no obstante, la imagina como hija de Océano.